# 沙埔

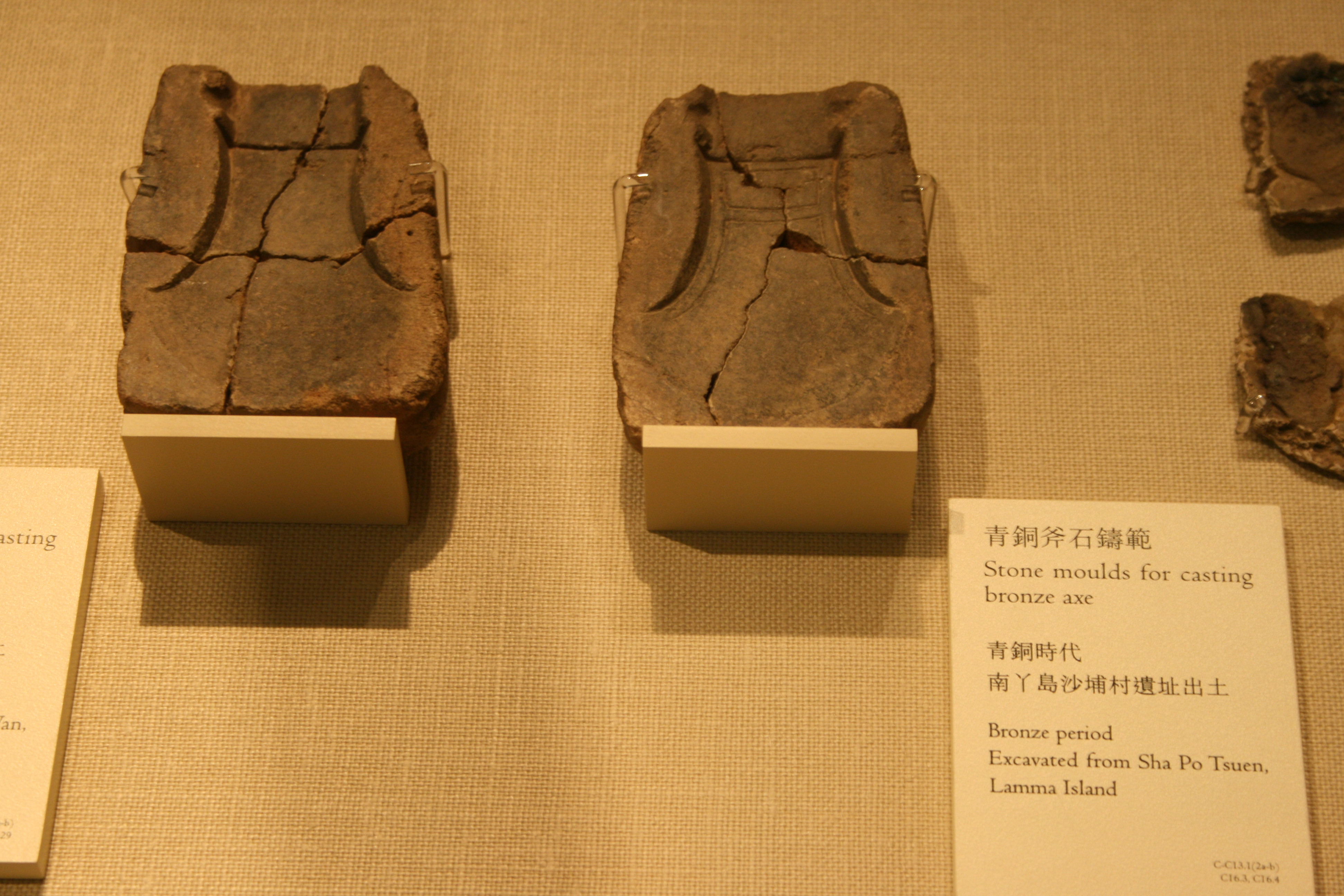
來自青铜时代、用以鑄造青銅斧的石模。有關石模於沙埔被發掘，並於香港歷史博物館展出。

沙埔（英語：Sha Po）是一條位於香港境內第三大島嶼——南丫島北面榕樹灣地區的鄉村。
它包含沙埔舊村及沙埔新村。

## 行政區劃
沙埔是新界小型屋宇政策下其中一條認可鄉村。

## 考古意義
沙埔舊村為一處具考古價值的地方。1970年，香港考古學會於沙埔舊村出土了一個完整的硬幾何壼（geometric pot）。1988年，同一組織在靠近水位、位於2米厚的窑渣和乾淨沙子下的基底層發現青铜时代的堅硬幾何（geometric）。

## 延伸閱讀
- Atha, Mick; Yip, Kennis. . Hong Kong University Press. 2016. ISBN 978-988-8208-98-2.

## 外部連結
- 居民代表選舉沙埔（南丫北）的劃定現有鄉村範圍（2019－2022年） （页面存档备份，存于）

22°13′28″N 114°06′44″E / 22.224338°N 114.112171°E